# Maschinenhaus (Konradsreuth)
Maschinenhaus (auch Habermühle genannt) ist ein Gemeindeteil der Gemeinde Konradsreuth im Landkreis Hof (Oberfranken, Bayern). Maschinenhaus liegt in der Gemarkung Konradsreuth.

## Geografie
Der Weiler liegt an der Ölsnitz. Ein Anliegerweg führt 600 Meter westlich zur Staatsstraße 2461.

## Geschichte
Die Waldlust oder auch Maschinenhaus wurde 1812 von Georg Christoph von Reitzenstein als Spinnhaus erbaut. Der Betrieb war die erste Maschinenspinnerei Oberfrankens. Im Jahr 1900 standen dort die ersten mechanischen Webstühle mit Dampfmaschinenantrieb. Heute ist das Fabrikgebäude nur noch Lagerhalle. Die um 1900 für Arbeiter und Angestellten erbauten Wohnblöcke sind saniert und noch bewohnt.
Infolge des Ersten Gemeindeedikts wurde Maschinenhaus dem 1812 gebildeten Steuerdistrikt Konradsreuth und der zugleich entstandenen Ruralgemeinde Konradsreuth zugewiesen.

### Einwohnerentwicklung
| Jahr      | 1861  | 1871  | 1885   | 1900   | 1925   | 1950   | 1961   | 1970   | 1987  |
| Einwohner | 20    | 15    | 5      | 11     | 22     | 118    | 137    | 90     | 66    |
| Häuser    |       |       | 1      | 1      | 1      | 5      | 7      |        | 7     |
| Quelle    | [ 8 ] | [ 9 ] | [ 10 ] | [ 11 ] | [ 12 ] | [ 13 ] | [ 14 ] | [ 15 ] | [ 1 ] |

## Religion
Maschinenhaus ist evangelisch-lutherisch geprägt und bis heute nach Konradsreuth gepfarrt.